# 黄国翔
黄国翔，男，汉族，1958年1月生，湖南南县人，九三学社社员、中国共产党党员，博士，教授，博士生导师，华东师范大学终身教授。
现任华东师范大学物理学系主任，并兼任精密光谱科学与技术国家重点实验室副主任，是《中国光学快报》常务编委，曾兼任上海市普陀区政协委员等多个社会职务。
他作为文革后恢复高考的第一批入学大学生毕业于湘潭大学物理系，获学士、硕士学位（硕士生导师颜家壬）并留校。后考入复旦大学物理系并获得博士学位（博士生导师戴显熹）。其主要研究方向为非线性与量子光学、统计与凝聚体物理学，在物理学及相关领域国际著名期刊、杂志发表研究论文100多篇并被同行广泛引用。
其已婚，有一妻一子。